# Incrocio Terzi N. 1
Incrocio Terzi N. 1 (auch Incrocio Terzi No 1) ist eine Rotweinsorte aus Italien. Sie ist eine Neuzüchtung des Bergamasker Önologen und Winzers Riccardo Terzi († 1963) aus einer Kreuzung zwischen den Sorten Barbera und Cabernet Franc. Die Rebsorte wird in der Region Lombardei kultiviert, vor allem in den Provinzen Bergamo und Brescia, wo ihr Anbau zur Erzeugung von Qualitätsweinen empfohlen ist, sowie in der Provinz Sondrio, wo sie zum Anbau zugelassen ist. Die Rebsorte ist gesetzlich anerkannt für die DOC-Weine Capriano del Colle Rosso (max. 15 %) und Cellatica (min. 10 %), sowie für den IGT-Wein Bergamasca. Sie wird meist im Verschnitt mit den Rebsorten Barbera, Merlot, Schiava (entweder Trollinger oder Vernatsch) und Marzemino ausgebaut. Mitte der 1990er Jahre lag die bestockte Rebfläche bei 203 Hektar.
Sortenrein ausgebaute Rotweine verfügen über eine intensive rubinrote Färbung und sind alkoholreich. Der Tanningehalt ist nur mäßig hoch aber die Weine verfügen über einen vollen Körper.
Siehe auch den Artikel Weinbau in Italien sowie die Liste von Rebsorten.

## Ampelographische Sortenmerkmale
In der Ampelographie wird der Habitus folgendermaßen beschrieben:
- Die mittelgroßen Blätter sind nahezu fünfeckig, fünflappig und mäßig tief gebuchtet.
- Die kegelförmige Traube ist mittelgroß und mäßig dichtbeerig. Die rundlichen Beeren sind mittelgroß und von blau-schwarzer Farbe. Der Saft der Beere ist nicht gefärbt und von neutralem Geschmack.

Die wüchsige Sorte erbringt gleichmäßig gute Erträge, so dass durch eine gezielte Reberziehung eine Ertragsminderung durchgeführt werden sollte, um gute Weinqualitäten zu erzielen. Incrocio Terzi N. 1 verfügt über eine gute Resistenz gegenüber der Grauschimmelfäule, so dass die Beeren lange am Stock gehalten werden können und aufgrund dessen gut ausreifen können. In ihrem Verbreitungsgebiet erfolgt die Ernte meist Anfang Oktober. Empfindlich ist die Sorte hingegen gegenüber den Pilzkrankheiten Echter Mehltau und Falscher Mehltau der Weinrebe.

## Synonyme
Barbera × Cabernet Franc N. 1, Gratena, Gratena Nero, Incrocio Terzi 1, Terzi 1